# قاسم سليماني (لاعب كرة قدم)
قاسم سليماني هو لاعب كرة قدم مغربي من مواليد 1 يوليو 1948 مدينة سطات وتوفي في 30 نوفمبر 1996. لعب للنهضة السطاتية ما بين الستينات والسبعينات رفقة الجيل الذهبي للنهضة (العلوي.المعطي.غيادي.كباري....) حيث استطاع الفريق أن يحرز ألقاب البطولة والكأس وكأس المغرب العربي. يعتبر قاسم السليماني من أحسن المدافعين الذين عرفهم المغرب إن لم يكن أفضلهم على الإطلاق. لقب بالمقص وقاهر المهاجمين وبصاحب اليسرى الذهبية أوالمرعبة واختاره المحللون في مونديال 1970 من بين أحسن خمسة مدافعين متأخرين في العالم كما احترف أيضا في فرنسا وشارك في أولمبيات 1972.

## روابط خارجية
- قاسم سليماني على موقع الاتحاد الدولي (مؤرشف)  (الإنجليزية)
- قاسم سليماني على موقع قاعدة بيانات كرة القدم.إي يو (الإنجليزية)
- قاسم سليماني على موقع ناشيونال فوتبول تيمز (الإنجليزية)